# Канонир Ябурек
«Канонир Ябурек» (чеш. Kanonýr Jabůrek), также «Храбрый канонир Ябурек» (чеш. Udatný rek kanonýr Jabůrek), «Там, у Кралова у Градца» (чеш. Tam u Králového Hradce) или «У пушки он стоял» (чеш. U kanónu stál) — чешская сатирическая песня неизвестного автора, впервые опубликованная в 1884 г. под заголовком «Храбрый канонир Ябурек. Недлинная песня, выпущенная в свет для назидания всем юношам, штатским и военным» (чеш. Udatný rek kanonýr Jabůrek. Kratochvílná píseň na světlo vydaná na příklad všem mládencům od civilu a militéru). Широко известна благодаря упоминанию в романе Ярослава Гашека «Похождения бравого солдата Швейка».

## О песне
По форме песня близка к жанру «крамаржских» песен (чеш. kramářská píseň), исполнявшихся обычно на ярмарках для увеселения публики и известных с XVI века. Крамаржские песни составляют заметное явление в чешском фольклоре. Такая песня содержит какую-либо поучительную, трагическую или забавную историю. Одновременно с пением актеры показывали эту историю в лицах.
Содержание песни — пародийное описание фантастического подвига австрийского артиллериста Франца Ябурека в сражении при Садовой в 1866 году: он огнем своей пушки громит целый неприятельский полк. Ябурек продолжает вести бой несмотря на то, что под огнем противника теряет то руку, то ногу, то голову; катясь мимо генерала, голова храбреца сокрушается, что не может отдать честь. Лишь рой пуль, впившихся в мягкое место, заставляет Ябурека бежать с поля брани вместе со своей пушкой (пруссаки разбили австрийцев при Садовой). Кайзер жалует героя дворянским достоинством и приставкой «фон» к фамилии. Песня заканчивается язвительным пассажем: «Сотвори ему, господи, вечную славу, „фон“ у него есть, а головы нет. Но это пустяки, безголовых „фонов“ у нас немало» (чеш. Děj mu Pán Bůh věčnou slávu, "von" má, ale nemá hlavu; / Nedělá si z toho nic, bezhlavých "von" je prej víc).
В опубликованном тексте песни 17 куплетов; разные исполнители присочиняли свои куплеты с красочными подробностями боя, так что их общее количество не поддаётся учету.
Вероятный прототип канонира Ябурека — австрийский фейерверкер Ябурек, участник сражения у острова Лисса (Вис) в том же 1866 году; утверждается, что он отогнал итальянские корабли от острова, стреляя удвоенными зарядами.
| 1.                                  | 1.                                     |  |
| Tam u Královýho Hradce              | Как у Кралова у Градца                 |  |
| lítaly tam koule prudce             | Пули с ядрами летали густо             |  |
| z kanonů a flintiček                | Из пушек и ружьишек                    |  |
| do ubohých lidiček,                 | Да в бедных людишек.                   |  |
|                                     |                                        |  |
| Refrain za každou slokou.           | Припев (после каждого куплета).        |  |
| A u kanonu stál                     | У пушки он стоял                       |  |
| a pořád ládo-ládo-ládo-ládo-        | и пушку заря-заря-заря-заря-           |  |
| a u kanonu stál                     | У пушки он стоял                       |  |
| a furt jen ládoval.                 | И споро заряжал.                       |  |
|                                     |                                        |  |
| 2.                                  |                                        |  |
| Kmáni, šarže, oficíři,              | Солдатня, унтера, офицеры,             |  |
| kobyly i kanonýři,                  | Лошади и канониры                      |  |
| po zemi se válejí,                  | Валяются на земле,                     |  |
| rány je moc pálejí.                 | Сильно болят их раны.                  |  |
| 3.                                  |                                        |  |
| Vzdor hroznému dešti kulek          | Наперекор грозному дождю снарядов      |  |
| feuerwerker Franz Jabůrek           | Фейерверкер Франц Ябурек               |  |
| s luntem u kanonu stál              | Стоял с фитилём у пушки                |  |
| a pánvičku pucoval.                 | И начищал железку.                     |  |
| 4.                                  |                                        |  |
| Vytřel ho po každé ráně             | Чистил ствол после каждого выстрела    |  |
| a už zase házel na ně               | И снова забивал в него                 |  |
| dvoucentové kuličky                 | Двухгрошовые колобки                   |  |
| na ubohé Prajzíčky.                 | Для бедных пруссачков.                 |  |
| 5.                                  |                                        |  |
| Po každém vždy vypálení             | После каждого залпа                    |  |
| slyšet bylo nadávání,               | Слышно было ругань:                    |  |
| Jabůrku ty raubíři,                 | «Ах, Ябурек, негодяй,                  |  |
| hele, jak na nás míří.              | Гляди, как он в нас целит!»            |  |
| 6.                                  |                                        |  |
| Když to slyšel pan jenerál,         | Услыхал это пан генерал                |  |
| vína připíti mu hned dal,           | И угощает Ябурека вином,               |  |
| řka: můj milý Jabůrku,              | Говорит: «Дорогой мой Ябурек,          |  |
| zde máš moji čutorku.               | выпей из моего стакана!»               |  |
| 7.                                  |                                        |  |
| Jabůrek nelíz ni kapky              | Ябурек не выпил ни капли               |  |
| řka: nedělaj si oušlapky            | Со словами: «Не беспокойтесь           |  |
| ze mne pane jenerál                 | Обо мне, пан генерал,                  |  |
| a nechaj mne střílet dál.           | позвольте мне стрелять дальше»         |  |
| 8.                                  |                                        |  |
| A už střílel jako blázen,           | И палил, как безумный,                 |  |
| Prajzi měli horkou lázeň,           | Устроил пруссакам жаркую баню —        |  |
| celej rozbil regiment,              | Разбил целый полк                      |  |
| Jabůrek, ten saprment.              | Ябурек-удалец.                         |  |
| 9.                                  |                                        |  |
| V tom ho zahlíd Kronprinc Fridrich, | Заметил это кронпринц Фридрих:         |  |
| herje den Kerl erschiess ich,       | «Ну-ка, расстрелять мне этого малого!» |  |
| a už hází potvůrka                  | a už hází potvůrka                     |  |
| rachejtle na Jabůrka.               | rachejtle na Jabůrka.                  |  |
| 10.                                 |                                        |  |
| A hned prajští kanonýři             | Тут уж прусские канониры               |  |
| na Jabůrka všichni míří,            | Все нацелились на Ябурека,             |  |
| každý ho chce trefiti,              | Каждый хочет его подстрелить,          |  |
| princovi se zavděčiti.              | Чтобы принцу угодить.                  |  |
| 11.                                 |                                        |  |
| První kartáč můj ty smutku          | Первый заряд, вот беда-то,             |  |
| vjel mu hubou do žaludku,           | Вонзился ему в живот,                  |  |
| on však honem ho vyndal             | А он его вытащил                       |  |
| a už zase střílel dál.              | И продолжал стрелять.                  |  |
| 12.                                 |                                        |  |
| Praskla puma velmi prudce,          | Ударила бомба очень сильно,            |  |
| utrhla mu obě ruce,                 | Оторвала ему обе руки,                 |  |
| on rychle boty sundal               | Он живо скинул сапоги                  |  |
| a nohama ládoval.                   | И ногами заряжал.                      |  |
| 13.                                 |                                        |  |
| V tom jeden prajský frajvilik       | Тут один прусский доброволец           |  |
| šrapnelem mu hlavu ufik,            | Шрапнелью снес ему голову,             |  |
| ač už na to neviděl,                | Он и ухом не повёл,                    |  |
| na Prajzy předce střílel.           | Продолжал стрелять по пруссакам.       |  |
| 14.                                 |                                        |  |
| Jabůrkovi letí hlava                | Летит Ябуркова голова                  |  |
| zrovna kolem jenerála               | Аккурат мимо генерала                  |  |
| a křičí já melduju                  | И кричит — «Осмелюсь доложить,         |  |
| salutovat nemohu.                   | Честь отдать я не могу!»               |  |
| 15.                                 |                                        |  |
| Když však pum a kulek více          | Когда же туча бомб и ядер              |  |
| trefilo ho do munice,               | Поразила его в «амуницию»,             |  |
| tu se teprv toho lek                | Только тогда он струхнул               |  |
| a s kanonem pryč utek.              | И дал тягу вместе с пушкой.            |  |
| 16.                                 |                                        |  |
| A že zachránil ten kanon,           | А поскольку сберёг он пушку,           |  |
| do šlechtickýho stavu on            | То в дворянское достоинство            |  |
| povýšen za ten skutek               | Возведён по этому случаю               |  |
| Edler von die Jabůrek.              | Благородный фон Ябурек.                |  |
| 17.                                 |                                        |  |
| Dej mu Pán Bůh věčnou slávu,        | Сотвори ему, боже, вечную славу,       |  |
| „von“ má, ale žádnou hlavu,         | «Фон» у него есть, а головы нет,       |  |
| nedělá si z toho nic,               | А ему и горя мало,                     |  |
| bezhlavých „von“ je prý víc.        | Безголовых «фонов» на свете полно.     |  |

## В «Похождениях бравого солдата Швейка»
В романе Гашека песню исполняет дуэт Швейка и Марека в арестантской камере Мариинских казарм в Ческе-Будеёвице (русский перевод песни крайне вольный):

 — Так как мне кажется, что боевой дух у нас падает, — сказал после небольшой паузы вольноопределяющийся, — я предлагаю, дорогой друг, спеть в эту темную ночь в нашей тихой тюрьме песню о канонире Ябурке. Это подымет боевой дух. Но надо петь как следует, чтобы нас слышали во всей Мариинской казарме. Поэтому предлагаю подойти к двери.
И через минуту из помещения для арестованных раздался такой рев, что в коридоре задрожали стекла:
Он пушку заряжал,
Ой, ладо, гей люли!
И песню распевал,
Ой, ладо, гей люли!
Снаряд вдруг пронесло,
Ой, ладо, гей люли!
Башку оторвало,
Ой, ладо, гей люли!
А он все заряжал,
Ой, ладо, гей люли!
И песню распевал,
Ой, ладо, гей люли!
Во дворе раздались шаги и голоса.
 — Это профос, — сказал вольноопределяющийся. — А с ним подпоручик Пеликан, он сегодня дежурный. Я с ним знаком по «Чешской беседе». Он офицер запаса, а раньше был статистиком в одном страховом обществе. У него мы получим сигареты. А ну-ка, дернем еще раз.
И Швейк с вольноопределяющимся грянули опять:
Он пушку заряжал…
Открылась дверь, и профос, видимо, подогретый присутствием дежурного офицера, грубо крикнул:
 — Здесь вам не зверинец!
 — Пардон, — ответил вольноопределяющийся, — здесь филиал Рудольфинума. Концерт в пользу арестантов. Только что был закончен первый номер программы «Симфония войны».
 — Прекратить, — приказал подпоручик Пеликан с напускной строгостью. — Надеюсь, вы знаете, что в девять часов вы должны спать, а не учинять дебош. Ваш концертный номер на площади слышно.
 — Осмелюсь доложить, господин подпоручик, — ответил вольноопределяющийся, — мы не срепетировались как следует, быть может, получается некоторая дисгармония… — часть II, глава II, перевод П. Богатырёва
Назначенный историографом своего батальона, вольноопределяющийся Марек тут же принимается сочинять «впрок» описания героических подвигов своих однополчан вполне в духе песни о канонире Ябуреке:

— …Наш батальон возьмет в плен русского царя, но об этом, пан Ванек, мы расскажем несколько позже, а пока что мы должны подготовить про запас небольшие эпизоды, свидетельствующие о нашем беспримерном героизме… Взрывом вражеского фугаса одному из наших взводных, скажем, двенадцатой или тринадцатой роты, оторвет голову… Голова отлетит, но тело сделает еще несколько шагов, прицелится и выстрелом собьет вражеский аэроплан. Само собой разумеется, эти победы будут торжественно отпразднованы в семейном кругу в Шенбрунне. У Австрии очень много батальонов, но только один из них, а именно наш, так отличится, что исключительно в его честь будет устроено небольшое семейное торжество царствующего дома.— часть II, глава III, перевод П. Богатырёва